# 小行星12873
小行星12873（12873 Clausewitz）是一颗绕太阳运转的小行星，为主小行星带小行星。该小行星于1998年7月26日发现。

## 轨道参数
小行星12873的轨道半长轴为2.3450719 UA，离心率为0.125。